# Icodema infuscatum
Icodema infuscatum är en insektsart som först beskrevs av Franz Xaver Fieber 1861.  Icodema infuscatum ingår i släktet Icodema och familjen ängsskinnbaggar. Inga underarter finns listade i Catalogue of Life.